# Biblioteca Nazionale Centrale di Roma

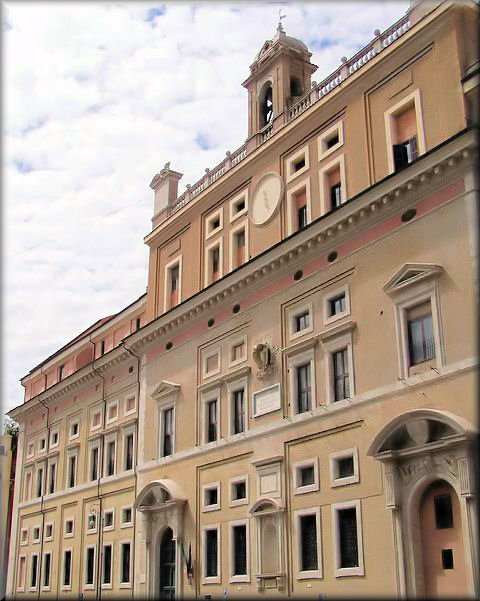
Palazzo del Collegio Romano, ehemals Sitz der Bibliotheca Secreta und der BNCR, heute Sitz des Kulturministeriums, dem die BNCR untersteht

Die Biblioteca Nazionale Centrale di Roma (BNCR) ist eine Nationalbibliothek in Rom. Diese ist neben der Biblioteca Nazionale Centrale di Firenze (BNCF) in Florenz eine der beiden zentralen italienischen Nationalbibliotheken. Beide haben ein Pflichtexemplarrecht. Mit einem Bestand von über sieben Millionen Bänden ist die BNCR die zweitgrößte Italiens.
Die BNCR befindet sich im römischen Stadtteil Castro Pretorio, am Viale Castro Pretorio 105, an der gleichnamigen Metrostation.

## Geschichte
Nachdem 1861 aus dem Königreich Sardinien-Piemont das Königreich Italien entstanden war, übernahm 1865 Florenz von Turin die Hauptstadtfunktion. In Florenz hatte man bereits 1861 die Biblioteca Magliabechiana mit der Palatina zur neuen Nationalbibliothek fusioniert. Als Rom 1870 nach der Beseitigung des restlichen Kirchenstaates zur Hauptstadt Italiens erklärt wurde, zog die Nationalbibliothek nicht von Florenz nach Rom um. Stattdessen baute man in Rom ab 1873 eine zweite Nationalbibliothek auf. Diese beiden Bibliotheken führen seit 1885 die Bezeichnung „Zentrale Nationalbibliothek“ um sie gegenüber den weiteren, nachrangigen italienischen Nationalbibliotheken hervorzuheben.
Die Nationalbibliothek in Rom wurde am 14. März 1876 im Palazzo del Collegio Romano, am ehemaligen Sitz des Collegio Romano eröffnet. Dort hatte man 1873 auf der Grundlage eines Dekrets über die Verstaatlichung kirchlicher Bibliotheken die Bestände (45.000 Bände) der 1551 gegründeten Bibliotheca Secreta der Jesuiten übernommen. Hinzu kamen die Bestände von 69 verstaatlichen Konventsbibliotheken. Gleichzeitig entsandte man Personal zur Unterstützung in die benachbarte, ebenfalls verstaatlichte Biblioteca Casanatense. Die beiden Bibliotheken wurden für eine gewisse Zeit nicht nur hinsichtlich der Verwaltung miteinander verbunden, sondern durch einen Übergang auch baulich.
Von 1965 bis 1975 wurde im Stadtteil Castro Pretorio auf einem Teil der gleichnamigen Kaserne ein neuer Bibliotheksbau errichtet. Auf 50.000 Quadratmetern entstand im internationalen Stil ein Gebäudekomplex mit Ausstellungs- und Konferenzräumen und einem zehnstöckigen Magazingebäude. Nach der Jahrtausendwende wurde der Komplex im Inneren umfassend modernisiert.
Lange Zeit war die Nationalbibliothek in Rom nach König Viktor Emanuel II. benannt. Der Name ist heute nicht mehr Teil der offiziellen Bezeichnung.

## Aufgaben
Während die Bibliothek in Florenz hauptsächlich die in Italien veröffentlichte Literatur sammelt, erwirbt die Bibliothek in Rom zusätzlich die im Ausland über Italien publizierten Medien.
Ihre Aufgaben beschreibt die BNCR folgendermaßen: „Sammeln und Aufbewahren des italienischen Schrifttums, Dokumentation der hauptsächlichen ausländischen Schriften, im Besonderen jener, die sich auf unser Land beziehen, Herstellen eines nationalbibliographischen Services, Verbreitung und Verfügbarmachen des vorhandenen Bestandes.“
Die BNCR erhielt zehn Jahre nach der ersten gesamtitalienischen Bibliotheksordnung von 1869 im Jahre 1880 das Pflichtexemplarrecht. Es umfasste, um mit der BNCF zusammen dem Anspruch literarischer Vielfalt und Vollständigkeit im Lande gerecht zu werden, sämtliches modernes Schrifttum. Als Basis fungierte wie bei der BNCF der königliche Erlass von 1885, der die BNCR zu Herausgabe des Bollettino delle opere moderne straniere (BOMS) verpflichtete; einem Gesamtkatalog, der in laufender Form die ausländischen Veröffentlichungen, die in den 37 wichtigsten italienischen Bibliotheken gesammelt werden, dokumentieren sollte. Der Katalog wird heute in Druckform verbreitet. 400 Kopien gehen innerhalb Italiens an staatliche, kommunale und provinzielle öffentliche Bibliotheken, Universitätsbibliotheken und -institutionen und Sekundarschulen. 125 Kopien des Katalogs werden im Ausland verteilt. Seit 1999 gibt es auch eine CD-ROM-Version.

## Bestände
Der Bestand der BNCR belief sich Ende 2016 auf rund sieben Millionen Bände, 50.000 Periodika (15.000 laufende), 2.000 Inkunabeln, 8.000 Handschriften, 25.000 Drucke des 16. Jahrhunderts, 120.000 Autographen, 20.000 Karten, außerdem Hochschulschriften und Zeichnungen.
An Sondersammlungen gibt es z. B. zu vermerken: die Sammlung Giuseppe Ceccarelli (Ceccarius); das fotografische Archiv Vittorio Emanuel und Ceccarius; orientalische Spezialsammlungen (arabisch, chinesisch, japanisch, slawisch); eine römische Abteilung. Besonders kostbar sind hierbei die Originalwerke Zibaldone (Giuseppe Gioachino Belli), Vedute di Roma con scene di costume (Giacomo Macchiavelli), La Fontana dei Fiumi a Piazza Navona (Caspar van Wittel) und der Kodex Statuta mercatorum urbis.
In der römischen Innenstadt macht die öffentlich zugängliche Parlamentsbibliothek Polo bibliotecario parlamentare zusammen mit der angrenzenden Biblioteca Casanatense der BNCR mittlerweile erhebliche Konkurrenz.

## Angebote
Die BNCR ist eine für alle Personen ab 18 Jahren uneingeschränkt zugängliche Bibliothek. Über die Nationalbibliographie Bollettino delle opere moderne straniere hinaus, bietet sie weitere Dienstleistungen für ihre Benutzer an.
Der Bestand der BNCR wird in verschiedenen Gesamt- und Spezialkatalogen erfasst. Es gibt sowohl systematische als auch alphabetische Kataloge für Monographien, Periodika, Hochschulschriften, Manuskripte, Handschriften, geographische Karten und die erwähnten Spezialsammlungen. Alle Kataloge folgen den Regeln nach DDC bzw. RICA und ISBD und wurden unter der Mitwirkung des Servizio Bibliotecario Nazionale (SBN) erarbeitet. 
Alle Gesamt- und Spezialkataloge sind auch online verfügbar. Der OPAC der BNCR, der zusammen mit dem SBN geschaffen wurde, bietet verschiedene Suchmöglichkeiten: die Basissuche (nach Autor, Titel, Thema, Schlagwort etc.), die Suche nach „modernen“ Büchern (nach Autor, Titel, Herausgeber, Thema, Schlagwort etc.), die Suche nach Altbeständen (nach Autor, Titel, Herausgeber, Erscheinungsort, Schlagwort etc.) und die Suche nach Musikschriften (nach Name, Titel, Form etc.). Der Datensatz macht eine verknüpfende Suche möglich. Ein weiteres Angebot der BNCR besteht darin, alle elektronischen Ressourcen, die innerhalb der Bibliothek verfügbar sind (Kataloge, Datenbanken, CD-ROM etc.), aufzulisten und so für den Benutzer zugänglich zu machen.
Die BNCR ist, wie die BNCF, an die Digitale Bibliothek Italiens (Biblioteca Digitale Italiana) angeschlossen. Zum Datenaustausch gilt in der BNCR, wie in der BNCF, das internationale Standardformat UNIMARC.
Des Weiteren ist die BNCR wichtige Anlaufstelle für andere bibliographische Dienstleistungen. Das bibliographische Informationsbüro Centro Nazionale di Informazioni Bibliografiche wurde 1931 in Rom eingerichtet, es gibt seitdem den von der UNESCO veröffentlichten INDEX Translationum heraus, eine internationale Bibliographie der Übersetzungen. Im selben Jahr erschien erstmals unter Verantwortung der BNCR der Indice generale degli incunaboli (IGI), der Gesamtkatalog der Wiegendrucke Italiens, der den Zeitraum von 1500 bis 1900 erfasst. Im Zuge dessen wurde ein eigenes Regelwerk für Inventarisierung und Katalogisierung von Handschriften und Wiegendrucken erarbeitet. Das Centro nazionale per lo studio del manoscritto (Zentrum für Manuskriptstudien) gibt es seit 1989 in Rom. Es bewahrt mehr als 100.000 Mikrofilme aller in öffentlichen und privaten italienischen Bibliotheken verfügbaren Manuskripte auf.